# Ib Olsen
Jørgen Ib Olsen (ur. 9 listopada 1929 w Køge, zm. 9 listopada 2009 w Sorø) – duński wioślarz, brązowy medalista olimpijski.
Wystąpił na igrzyskach olimpijskich w Londynie w 1948 roku, gdzie osada Danii w składzie: Erik Larsen, Børge Raahauge Nielsen, Henry Larsen, Harry Knudsen i Ib Olsen (sternik) wywalczyła brązowy medal w czwórkach ze sternikiem. W finale zajęli ostatnie miejsce, 8,3 sekundy za osadą Stanów Zjednoczonych i 5,3 sekundy za Szwajcarami. Był to jego jedyny start olimpijski.